# Garay József (plébános)
Garay József (Bajmok, 1842. október 17. – Doroszló, 1906. március 7.) katolikus plébános, Garay Károly testvérbátyja.

## Életútja
Garay István kántortanító és Hain Karolina fia. Középiskoláit Szabadkán, Baján és Szegeden végezte; 1861-ben a kalocsai papnevelőbe vétetett föl, ahol a teológiát hallgatta; miséspappá 1865. október 29-én szenteltetett föl. Káplán volt Bikityen, Garán, Szontán és Bajmokon. 1876-tól hitoktató Zomborban; 1882-től Felsőszentivánban (Bács megye) és később Doroszlón plébános.
Első elbeszélése Biró uram leánya 1864-ben dicséretet nyert és az István bácsi Naptárában jelent meg; néhány elbeszélése a Katholikus Néplapban közöltetett; az angol térdszalagról a Magyarország és a Nagyvilágban; szintén az 1860-as években a Honban a Bácsmegyei szerbekről írt cikke keltett figyelmet. Költeményeket írt 1861-től 1881-ig a következő lapokba: Katholikus Néplap, Magyar Ujság, Képes Ujság, Egri Ujság, pécsi Kalauz, Jézus Sz. Szive Hirnöke, Kalocsai Néplap, Szabadkai Ellenőr, Bácska sat.